# Hyaloscolecostroma rondoniense
Hyaloscolecostroma rondoniense — вид грибів, що належить до монотипового роду  Hyaloscolecostroma.